# Стшиже (Пултуський повіт)
Стшиже (пол. Strzyże) — село в Польщі, у гміні Покшивниця Пултуського повіту Мазовецького воєводства.
Населення — 96 осіб (2011).
У 1975-1998 роках село належало до Цехановського воєводства.

## Демографія
Демографічна структура станом на 31 березня 2011 року:
|          | Загалом | Допрацездатний вік | Працездатний вік | Постпрацездатний вік |
| -------- | ------- | ------------------ | ---------------- | -------------------- |
| Чоловіки | 49      | 13                 | 33               | 3                    |
| Жінки    | 47      | 11                 | 26               | 10                   |
| Разом    | 96      | 24                 | 59               | 13                   |